# Jagdgeschwader 52
Jagdgeschwader 52 (JG 52) (52.ª Ala de caza) fue el ala de cazas de la Luftwaffe que más éxitos obtuvo durante la Segunda Guerra Mundial, con un total de más de 10 000 derribos de aviones enemigos. Fue la unidad donde prestaron servicio los tres primeros ases de la Luftwaffe, Erich Hartmann, Gerhard Barkhorn y Günther Rall. La unidad voló durante toda la contienda con muchos de los modelos del Messerschmitt Bf 109 y únicamente con ellos.

## Historia
La unidad fue creada el 19 de agosto de 1939, teniendo su primera base en Böblingen bajo el mando del comandante Hubert Merhart von Bernegg.

### Frente Occidental
El JG 52 participó en la Batalla de Francia y en la Batalla de Inglaterra. Inicialmente, solo integraban esta ala 2 grupos de cazas, cuando la mayoría de las otras alas de caza tenían 3 grupos. Los logros conseguidos por el JG 52 durante esas ofensivas fueron más bien insignificantes. A finales de 1940, la unidad había acumulado 177 derribos, pero a su vez sufrió graves pérdidas, 53 pilotos muertos o hechos prisioneros de guerra tan solo en la Batalla de Inglaterra. 

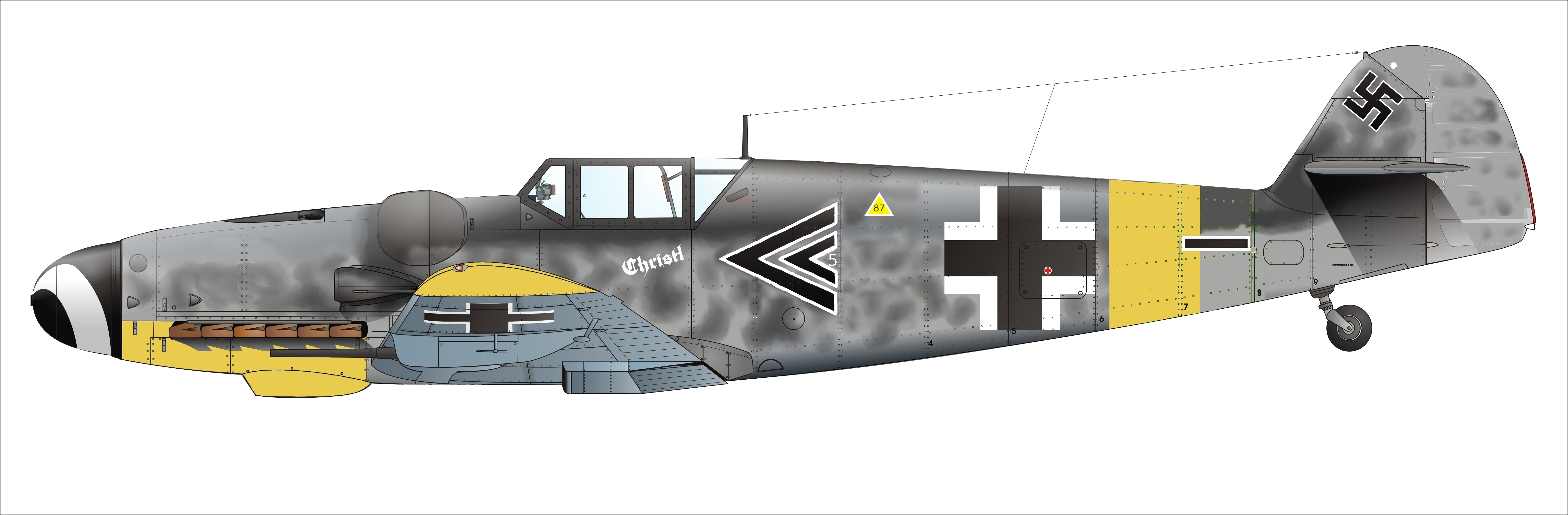
Bf-109 de Gerhard Barkhorn

### Frente Oriental
El JG 52 fue trasladado al Frente Oriental al comienzo de la Operación Barbarroja, siendo a partir de ahí que comenzó a anotarse derribos de manera constante. Entre 1941 y 1944 la unidad operó en los sectores Central, Sur y en el frente de Ucrania en la Unión Soviética, en apoyo al Grupo de Ejércitos Sur. El 7 de septiembre de 1941 la unidad logró su derribo número 500. De este número de victorias, 323 las consiguió en el Frente Oriental. 
Inicialmente, el grupo I./JG 52 se mantuvo en el Oeste, custodiando la costa del norte de Europa, mientras que el grupo II./JG 52 del capitán Woitke, que fue adscrito al JG 27, reclamó 270 derribos en los primeros meses de la ofensiva. El grupo III./JG 52 fue el que operó en el área más meridional de todo el frente ruso, a lo largo de la costa del Mar Negro, donde la acción fue escasa en esa época. 
Durante 1941-1942, con la Luftwaffe constantemente a la ofensiva y teniendo enfrente un gran número de elementos de la Fuerza Aérea Soviética mal equipados y mal entrenados, se dieron unas condiciones que resultaron perfectas para que los experimentados y bien equipados pilotos de caza de la JG 52 consiguiesen una enorme cantidad de derribos. En el período que va del 22 de junio al 5 de diciembre de 1941 la unidad destruyó 881 aviones soviéticos, a cambio de 49 pérdidas en combate aéreo y cinco aeronaves en tierra.
A principios de 1942 la unidad, junto con el JG 3, proporcionaron apoyo aéreo a todo lo largo del gran sector meridional del Frente Oriental. Una medida del éxito del JG 52 durante 1942 fue el hecho de que más de 20 de sus pilotos fuesen condecorados con la Cruz de Caballero de la Cruz de Hierro y 7 de ellos con las Hojas de Roble. El 8 de mayo de 1942, el JG 52 se anotó su derribo número 1.500. El 3 de junio ya había llegado al 2.000.

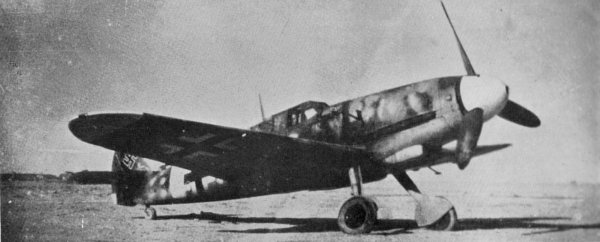
Messerschmitt Bf 109G.

### Ofensivas del Cáucaso y de Stalingrado
A mediados de julio de 1942 el JG 52 fue equipado con el nuevo modelo Bf 109 G Gustav, y siguió cubriendo la ofensiva en profundidad lanzada hacia el Cáucaso. El Grupo I se convirtió en esa época en una especie de unidad de 'bomberos', pues continuamente era enviada, por cortos períodos, a las muchas zonas en las que se necesitaba urgentemente cobertura de cazas. El I./JG 52 estuvo trasladándose muy a menudo a cualquier lugar ubicado entre la zona de la península de Kerch en el mar Negro y la del frente de Moscú, siempre en constante acción. El grupo alcanzó su derribo número 700 en septiembre de 1942. 
Aunque el JG 52 no estuvo directamente involucrado en las etapas finales de la Batalla de Stalingrado, el grupo III./JG 52 fue utilizado en el Sur, en el avance hacia los campos petrolíferos del Cáucaso, durante los meses de agosto y septiembre de 1942. El grupo II./JG 52 apoyó el intento de ruptura del frente realizado por el 4.º Ejército Panzer a finales de 1942. El 10 de diciembre de 1942 la unidad JG 52 alcanzó la marca de los 4.000 derribos. 
En la primera mitad de 1943 se llevaron a cabo acciones centradas en el Estrecho de Kerch y en Crimea. A mediados de marzo, a los grupos II y III se les encargó la vital tarea de proteger la principal línea de retirada del 17.º Ejército. Günther Rall consiguió anotar para el ala JG 52 su derribo número 5.000.

### La ofensiva de Kursk
Los grupos I. y III./JG 52 se trasladaron a Ucrania en julio de 1943, en la fase de preparación de la masiva ofensiva Kursk. Estos fueron dos de los ocho grupos de caza que participaron en la batalla, y durante la misma el JG 52 superó la marca de los 6.000 aviones enemigos derribados. El capitán Johannes Wiese del 2./JG 52 reivindicó el derribo de 12 aviones soviéticos en un día. Sin embargo, la afirmación de que Walter Krupinski del 7./JG 52 reclamó el derribo de 11 parece ser un malentendido. 
No obstante, en este tiempo la nueva generación de aviones de caza soviéticos avanzados (como el Yak-9 o el La-5 en su versión La-5FN) y la mejora de las tácticas de combate supusieron un significativo número de víctimas entre los sobresaturados pilotos veteranos de la Luftwaffe.

### A la defensiva
La retirada del JG 3 en agosto de 1943, dejó al JG 52 como la única unidad de cazas completa que combatía en el Frente Oriental. Constantemente en movimiento, los pilotos del JG 52 se vieron obligados a emplear pistas de aterrizaje improvisadas muy próximas a la línea de frente, siempre en continuo retroceso, lo que implicaba a menudo el peligro de ser invadidas por los tanques rusos. 
En noviembre de 1943, la pérdida de Kiev puso en peligro la estabilidad de todo el sector sur del frente, el JG 52 al completo se reunió de nuevo para ayudar a reforzar las defensas. En diciembre de 1943 el JG 52 había llegado a los 8.000 derribos. En la región de Uman, el III./JG 52 reivindicó 50 victorias en 60 días. Este III grupo se convirtió en el de mayor éxito, llegando a los 3.500 derribos el 21 de marzo de 1944. A finales del mes, el III./JG 52 se instaló en Polonia. 
El 10 de mayo de 1944, el JG 52 alcanzó las 9.000 victorias, llegando a la marca confirmada de 10 000 el 2 de septiembre de 1944, lograda por Adolf Borchers. Las últimas tropas alemanas abandonaron Crimea en mayo de 1944, el II./JG 52 se retiró de la batalla una semana antes. El constante fuego de artillería y los ataques aéreos rusos produjeron continuas pérdidas de aviones en la unidad. La retirada a Rumanía se produjo poco después. Un nuevo oponente aparece en este momento, eran los bombarderos y cazas de la 15.ª Fuerza aérea de la USAF que estaban bombardeando los campos petrolíferos de Ploieşti en Rumania. Durante las seis semanas en que estuvieron defendiendo esa zona, el JG 52 derribó unos cuantos aviones de EE. UU., pero por esta vez, el continuo desgaste del II./JG 52 le dejó con tan solo nueve cazas operativos. 
Con la invasión de Normandía en curso, el JG 52 quedó debilitado al retirársele tres escuadrones que fueron enviados al Oeste. Se organizaron los nuevos escuadrones 2, 4 y 7 a finales de año, con lo que cada grupo del JG 52 quedó constituido por cuatro escuadrones. 
El grupo III./JG 52 fue adscrito al frente central, uniéndose a los elementos del JG 51. En la primavera de 1945 los grupos I. y III./JG 52 fueron estacionados en Checoslovaquia, y el II./JG 52 en Austria. Aunque estas unidades se entregaron a las fuerzas norteamericanas al finalizar la guerra, la mayoría de los prisioneros de los grupos I y III, tras una controvertida decisión norteamericana, fueron entregados a los soviéticos, que sometieron a juicio a muchos de los oficiales. La mayoría de los soldados y oficiales de la JG 52 pasaron largos años en prisión.

## Logros
La gran mayoría de los derribos realizados por el JG 52 se lograron contra los aviones de la Fuerza Aérea Soviética, aunque algunos se produjeron contra los aviones norteamericanos en Austria y Rumanía, cerca de la final de la guerra. 
El recuento real de derribos del JG 52 no puede ser evaluado con precisión, los registros de la unidad desde finales de 1944 a mayo de 1945 fueron destruidos. Ciertamente se confirmaron más de 10 000 aviones enemigos derribados por el JG 52, así como la muerte en acción de 678 de sus pilotos.
En el JG 52 operaron algunos de los ases con mayor número de derribos de todos los tiempos. Muchos de sus pilotos fueron encarcelados por los soviéticos por un período de hasta diez años después de que la guerra había terminado. El Comandante Erich Hartmann (352 derribos) estuvo en cautiverio en la Unión Soviética hasta su liberación en 1955. 

### Dudas surgidas tras la guerra
En la posguerra, los fenomenales resultados logrados por la Luftwaffe, principalmente en el frente ruso, por pilotos como los de la JG 52, fueron cuestionados por los historiadores en cuanto a su validez. Sin embargo, con la reciente disponibilidad para los historiadores de los archivos militares soviéticos, los derribos confirmados a las diferentes alas de cazas de la Luftwaffe han superado un riguroso examen y se han demostrado más fiables que los de otras naciones combatientes en la Segunda Guerra Mundial.
Aunque inevitablemente existe algún grado de exceso en el número de derribos confirmados, como ocurrió con todos los combatientes en esa guerra, el JG 52 fue el ala de cazas de Luftwaffe con mayor número de derribos. Durante la primera mitad de la guerra, al menos, también fueron táctica y técnicamente superiores a todos sus oponentes, y sus pilotos volaron en muchas más misiones que los aliados (hasta 1000 misiones de combate), siendo por consiguiente estos pilotos de caza los más veteranos y experimentados de todas las naciones participantes en la guerra. Los pilotos de la Luftwaffe no tenían períodos de descanso, ni un número limitado de misiones de combate, ni "rotaciones" como ocurría con las fuerzas aéreas aliadas. Ellos volaban hasta que resultaban heridos, caían muertos, eran hechos prisioneros o acabara la guerra.

## Contingentes extranjeros
En el JG 52 sirvieron también pilotos de caza de otras fuerzas aéreas de naciones del Eje. Un Staffel (escuadrón), el 13 (Slow.)/JG52 estaba formado por pilotos eslovacos a los que se les confirmaron 215 derribos pilotando Bf-109G durante 1943 en el Frente Oriental, mientras que los pilotos croatas formaron el escuadrón 15 (Kroat.)/JG52, que actuó con el JG 52 desde octubre de 1941 hasta mediados de 1944; consiguieron más de 300 derribos en unas 5.000 misiones de combate.

## Condecorados con la Cruz de Caballero en el JG 52
| Nombre                           | Cruz de Caballero        | Hojas de Roble           | Espadas                  | Diamantes                |
| -------------------------------- | ------------------------ | ------------------------ | ------------------------ | ------------------------ |
| Leesmann, Karl-Heinz             | 23 de julio de 1941      |                          |                          |                          |
| Steinhoff, Johannes              | 30 de agosto de 1941     | 2 de septiembre de 1942  | 28 de julio de 1944      |                          |
| Köppen, Gerhard                  | 18 de diciembre de 1941  | 27 de febrero de 1942    |                          |                          |
| Graf, Hermann                    | 24 de enero de 1942      | 17 de mayo de 1942       | 19 de mayo de 1942       | 16 de septiembre de 1942 |
| Steinbatz, Leopold               | 14 de febrero de 1942    | 2 de junio de 1942       | 23 de junio de 1942      |                          |
| Dickfeld, Adolf                  | 19 de marzo de 1942      | 19 de mayo de 1942       |                          |                          |
| Roßmann, Edmund                  | 19 de marzo de 1942      |                          |                          |                          |
| Wachowiak, Friedrich             | 5 de abril de 1942       |                          |                          |                          |
| Zwernemann, Josef                | 23 de junio de 1942      | 31 de octubre de 1942    |                          |                          |
| Gratz, Karl                      | 1 de julio de 1942       |                          |                          |                          |
| Grislawski, Alfred               | 1 de julio de 1942       | 11 de abril de 1944      |                          |                          |
| Simsch, Siegfried                | 1 de julio de 1942       |                          |                          |                          |
| Steffen, Karl                    | 1 de julio de 1942       |                          |                          |                          |
| Barkhorn, Gerhard                | 23 de agosto de 1942     | 12 de enero de 1943      | 2 de marzo de 1944       |                          |
| Dammers, Hans                    | 23 de agosto de 1942     |                          |                          |                          |
| Schmidt, Heinz                   | 23 de agosto de 1942     | 16 de septiembre de 1942 |                          |                          |
| Rall, Günther                    | 3 de septiembre de 1942  | 26 de octubre de 1942    | 12 de septiembre de 1943 |                          |
| Semelka, Waldemar                | 4 de septiembre de 1942  |                          |                          |                          |
| Süß, Ernst                       | 4 de septiembre de 1942  |                          |                          |                          |
| Resch, Rudolf                    | 6 de septiembre de 1942  |                          |                          |                          |
| Graßmuck, Berthold               | 19 de septiembre de 1942 |                          |                          |                          |
| Hammerl, Karl                    | 19 de septiembre de 1942 |                          |                          |                          |
| Bennemann, Dr. med. dent. Helmut | 2 de octubre de 1942     |                          |                          |                          |
| Füllgrabe, Heinrich              | 2 de octubre de 1942     |                          |                          |                          |
| Krupinski, Walter                | 29 de octubre de 1942    | 2 de marzo de 1944       |                          |                          |
| Miethig, Rudolf                  | 29 de octubre de 1942    |                          |                          |                          |
| von Bonin, Hubertus              | 21 de diciembre de 1942  |                          |                          |                          |
| Freuwörth, Wilhelm               | 5 de enero de 1943       |                          |                          |                          |
| Wiese, Johannes                  | 5 de enero de 1943       | 2 de marzo de 1944       |                          |                          |
| Denk, Gustav                     | 14 de marzo de 1943      |                          |                          |                          |
| Nemitz, Willi                    | 24 de marzo de 1943      |                          |                          |                          |
| Trenkel, Rudolf                  | 19 de agosto de 1943     |                          |                          |                          |
| Korts, Berthold                  | 29 de agosto de 1943     |                          |                          |                          |
| Hartmann, Erich                  | 29 de octubre de 1943    | 2 de marzo de 1944       | 2 de julio de 1944       | 25 de agosto de 1944     |
| Quast, Werner                    | 31 de diciembre de 1943  |                          |                          |                          |
| Waldmann, Hans                   | 5 de febrero de 1944     |                          |                          |                          |
| Petermann, Viktor                | 29 de febrero de 1944    |                          |                          |                          |
| Obleser, Friedrich               | 12 de marzo de 1944      |                          |                          |                          |
| Batz, Wilhelm                    | 26 de marzo de 1944      | 20 de julio de 1944      | 21 de abril de 1945      |                          |
| Fönnekold, Otto                  | 26 de marzo de 1944      |                          |                          |                          |
| Sturm, Heinrich                  | 26 de marzo de 1944      |                          |                          |                          |
| Bunzek, Johannes                 | 6 de abril de 1944       |                          |                          |                          |
| Hoffmann, Gerhard                | 14 de mayo de 1944       |                          |                          |                          |
| Düttmann, Peter                  | 9 de junio de 1944       |                          |                          |                          |
| Sachsenberg, Heinz               | 9 de junio de 1944       |                          |                          |                          |
| Bachnick, Herbert                | 27 de julio de 1944      |                          |                          |                          |
| Birkner, Hans-Joachim            | 27 de julio de 1944      |                          |                          |                          |
| Wolfrum, Walter                  | 27 de julio de 1944      |                          |                          |                          |
| Schall, Franz                    | 10 de octubre de 1944    |                          |                          |                          |
| Lipfert, Helmut                  | 5 de abril de 1945       | 17 de abril de 1945      |                          |                          |
| Resch, Anton                     | 7 de abril de 1945       |                          |                          |                          |
| Ewald, Heinz                     | 20 de abril de 1945      |                          |                          |                          |
| Haas, Friedrich                  | 26 de abril de 1945      |                          |                          |                          |

## Ases
Ases del JG 52 con más de 100 derribos
| Derribos | Nombre               |
| -------- | -------------------- |
| 352      | Hartmann, Erich      |
| 301      | Barkhorn, Gerhard    |
| 275      | Rall, Günther        |
| 237      | Batz, Wilhelm        |
| 212      | Graf, Hermann        |
| 203      | Lipfert, Helmut      |
| 197      | Krupinski, Walter    |
| 178      | Steinhoff, Johannes  |
| 173      | Schmidt, Heinz       |
| 158      | Sturm, Heinrich      |
| 150      | Düttman, Peter       |
| 138      | Gratz, Karl          |
| 138      | Trenkel, Rudolf      |
| 137      | Wolfrum, Walter      |
| 136      | Fönnekold, Otto      |
| 134      | Waldmann, Hans       |
| 133      | Grislawski, Alfred   |
| 133      | Schall, Franz        |
| 133      | Wiese, Johannes      |
| 132      | Borchers, Adolf      |
| 132      | Dickfeld, Adolf      |
| 132      | Ihlefeld, Herbert    |
| 130      | Hoffmann, Gerhard    |
| 126      | Zwernemann, Josef    |
| 125      | Hrabak, Dietrich     |
| 120      | Wachowiak, Friedrich |
| 120      | Obleser, Friedrich   |
| 117      | Hans-Joachim Birkner |
| 113      | Dammers, Hans        |
| 113      | Korts, Berthold      |
| 110      | Woidich, Franz       |
| 104      | Sachsenberg, Heinz   |
| 101      | Miethig, Rudolf      |

Estos 33 pilotos del JG 52 suman en total 5.193 derribos de aviones enemigos.

## Mandos

### Kommodore
- Major Merhart von Bernegg (19 de agosto de 1939 – 18 de agosto de 1940)
- Major Hanns Trübenbach (19 de agosto de 1940 – 10 de octubre de 1941)
- Major Wilhelm Lessmann (15 de octubre de 1941 – 2 de junio de 1942)
- Oberstleutnant Friedrich Beckh (3 de junio de 1942 – 21 de junio de 1942)
- Major Herbert Ihlefeld (22 de junio de 1942 – 28 de octubre de 1942)
- Oberstleutnant Dietrich Hrabak (1 de noviembre de 1942 – 30 de septiembre de 1944)
- Oberstleutnant Hermann Graf (1 de octubre de 1944 – 8 de mayo de 1945)

### Gruppenkommandeure

#### I./JG 52
- Hauptmann Dietrich Graf von Pfeil und Klein-Ellguth (1 de noviembre de 1939 – 21 de noviembre de 1939)
- Hauptmann Siegfried von Eschwege (1 de diciembre de 1939 – 26 de agosto de 1940)
- Hauptmann Wolfgang Ewald (27 de agosto de 1940 – 24 de mayo de 1941)
- Hauptmann Karl-Heinz Leesmann (25 de mayo de 1941 – 6 de noviembre de 1941)
- Oberleutnant Carl Lommel (acting 6 de noviembre de 1941 – ?)
- Hauptmann Helmut Bennemann (14 de junio de 1942 – 12 de noviembre de 1943)
- Hauptmann Johannes Wiese (acting 11 de mayo de 1943 – 12 de noviembre de 1943)
- Hauptmann Johannes Wiese (13 de noviembre de 1943 – 20 de mayo de 1944)
- Hauptmann Adolf Borchers (11 de junio de 1944 – 31 de enero de 1945)
- Hauptmann Erich Hartmann (1 de febrero de 1945 – 8 de mayo de 1945)

#### II./JG 52
- Hauptmann Hans-Günther von Kornatzki (1 de septiembre de 1939 – 26 de agosto de 1940)
- Hauptmann Wilhelm Ensslen (27 de agosto de 1940 – 2 de noviembre de 1940)
- Hauptmann Erich Woitke (3 de noviembre de 1940 – 28 de febrero de 1942)
- Hauptmann Johannes Steinhoff (1 de marzo de 1942 – 24 de marzo de 1943)
- Hauptmann Helmut Kühle (25 de marzo de 1943 – 31 de agosto de 1943)
- Hauptmann Gerhard Barkhorn (1 de septiembre de 1943 – 15 de enero de 1945)
- Hauptmann Helmut Lipfert (acting 1 de junio de 1944 – ? de octubre de 1944)
- Hauptmann Erich Hartmann (acting 16 de enero de 1945 – 31 de enero de 1945)
- Hauptmann Wilhelm Batz (1 de febrero de 1945 – 8 de mayo de 1945)

#### III./JG 52
- Hauptmann Wolf-Heinrich von Houwald (1 de marzo de 1940 – 24 de julio de 1940)
- Major Alexander von Winterfeldt (1 de agosto de 1940 – 6 de octubre de 1940)
- Major Gotthard Handrick (7 de octubre de 1940 – 22 de junio de 1941)
- Major Albert Blumensaat (23 de junio de 1941 – 30 de septiembre de 1941)
- Major Hubertus von Bonin (1 de octubre de 1941 – 5 de julio de 1943)
- Hauptmann Günther Rall (6 de julio de 1943 – 18 de abril de 1944)
- Major Wilhelm Batz (19 de abril de 1944 – 31 de enero de 1945)
- Hauptmann Adolf Borchers (1 de febrero de 1945 – 8 de mayo de 1945)